# Krzysztof Jakubik
Krzysztof Jakubik (Siedlce, 20 de julio de 1983) es un árbitro de fútbol profesional polaco, internacional desde 2017.

## Partidos internacionales
A continuación se listan los partidos internacionales donde ha actuado como árbitro principal.

### Amistosos internacionales
| Amistosos                | Amistosos             | Amistosos | Amistosos | Amistosos  | Amistosos                                | Amistosos | Amistosos       |
| Fecha                    | Partido               | Sede      | Fase      | Amonestado | Otorgado · Otorgado otra vez · Expulsado | Expulsado | Anotado · Penal |
| ------------------------ | --------------------- | --------- | --------- | ---------- | ---------------------------------------- | --------- | --------------- |
| 21 de septiembre de 2015 | Italia 2 – 1 Alemania | Frosinone | -         | 4          | 0                                        | 0         | 0               |
| 10 de septiembre de 2013 | Suiza 1 – 0 Alemania  | Wohlen    | -         | 4          | 0                                        | 0         | 0               |

### Eurocopa Sub-21
| Eurocopa Sub-21         | Eurocopa Sub-21      | Eurocopa Sub-21 | Eurocopa Sub-21          | Eurocopa Sub-21 | Eurocopa Sub-21                          | Eurocopa Sub-21 | Eurocopa Sub-21 |
| Fecha                   | Partido              | Sede            | Fase                     | Amonestado      | Otorgado · Otorgado otra vez · Expulsado | Expulsado       | Anotado · Penal |
| ----------------------- | -------------------- | --------------- | ------------------------ | --------------- | ---------------------------------------- | --------------- | --------------- |
| 6 de septiembre de 2018 | España 3 – 0 Albania | Córdoba         | Grupos (Clasificatorias) | 1               | 0                                        | 0               | 0               |
| 5 de septiembre de 2017 | Rumania 1 – 1 Suiza  | Ovidiu          | Grupos (Clasificatorias) | 1               | 0                                        | 0               | 0               |

### Eurocopa Sub-17
| Eurocopa Sub-17          | Eurocopa Sub-17                                                              | Eurocopa Sub-17 | Eurocopa Sub-17          | Eurocopa Sub-17 | Eurocopa Sub-17                          | Eurocopa Sub-17 | Eurocopa Sub-17 |
| Fecha                    | Partido                                                                      | Sede            | Fase                     | Amonestado      | Otorgado · Otorgado otra vez · Expulsado | Expulsado       | Anotado · Penal |
| ------------------------ | ---------------------------------------------------------------------------- | --------------- | ------------------------ | --------------- | ---------------------------------------- | --------------- | --------------- |
| 3 de octubre de 2018     | Suecia 4 – 6 Países Bajos                                                    | Uddevalla       | Grupos (Clasificatorias) | 6               | 1                                        | 0               | 4               |
| 27 de septiembre de 2018 | Montenegro 0 – 2 Suecia                                                      | Uddevalla       | Grupos (Clasificatorias) | 3               | 0                                        | 0               | 0               |
| 3 de octubre de 2017     | Islandia 2 – 0 Rusia                                                         | Kouvola         | Grupos (Clasificatorias) | 7               | 0                                        | 0               | 1               |
| 27 de septiembre de 2017 | Finlandia 0 – 0 Islandia                                                     | Kotka           | Grupos (Clasificatorias) | 1               | 0                                        | 0               | 0               |
| 22 de marzo de 2017      | Suiza 0 – 1 Archivado el 6 de marzo de 2017 en Wayback Machine. Escocia      | Paisley         | Ronda Élite              | 7               | 0                                        | 0               | 1               |
| 17 de marzo de 2017      | Escocia 6 – 1 Archivado el 6 de marzo de 2017 en Wayback Machine. Montenegro | Paisley         | Ronda Élite              | 4               | 0                                        | 0               | 0               |

### Liga Europa de la UEFA
| Liga Europa de la UEFA | Liga Europa de la UEFA                      | Liga Europa de la UEFA | Liga Europa de la UEFA       | Liga Europa de la UEFA | Liga Europa de la UEFA                   | Liga Europa de la UEFA | Liga Europa de la UEFA |
| Fecha                  | Partido                                     | Sede                   | Fase                         | Amonestado             | Otorgado · Otorgado otra vez · Expulsado | Expulsado              | Anotado · Penal        |
| ---------------------- | ------------------------------------------- | ---------------------- | ---------------------------- | ---------------------- | ---------------------------------------- | ---------------------- | ---------------------- |
| 12 de julio de 2018    | FC Ilves Tampere 0 – 1 PFC Slavia Sofia     | Helsinki               | Primera ronda clasificatoria | 4                      | 0                                        | 0                      | 0                      |
| 29 de junio de 2017    | KF Shkëndija Tetovo 3 – 0 FC Dacia Chișinău | Strumica               | Primera ronda clasificatoria | 2                      | 0                                        | 0                      | 1                      |

### Liga Juvenil de la UEFA
| Liga Juvenil de la UEFA  | Liga Juvenil de la UEFA    | Liga Juvenil de la UEFA | Liga Juvenil de la UEFA | Liga Juvenil de la UEFA | Liga Juvenil de la UEFA                  | Liga Juvenil de la UEFA | Liga Juvenil de la UEFA |
| Fecha                    | Partido                    | Sede                    | Fase                    | Amonestado              | Otorgado · Otorgado otra vez · Expulsado | Expulsado               | Anotado · Penal         |
| ------------------------ | -------------------------- | ----------------------- | ----------------------- | ----------------------- | ---------------------------------------- | ----------------------- | ----------------------- |
| 13 de septiembre de 2017 | RB Leipzig 1 – 4 AS Monaco | Leipzig                 | Grupos                  | 3                       | 0                                        | 0                       | 0                       |